# مزارع شريطية
المزارع الشريطية (وتعرف أيضًا باسم المزارع الخطية أو المزارع الطويلة) وهي قطعة أرض طويلة وضيقة، يحدها عادة مجرى مائي. وفي بعض الحالات، تكون بامتداد طريق ما.

## الوصف

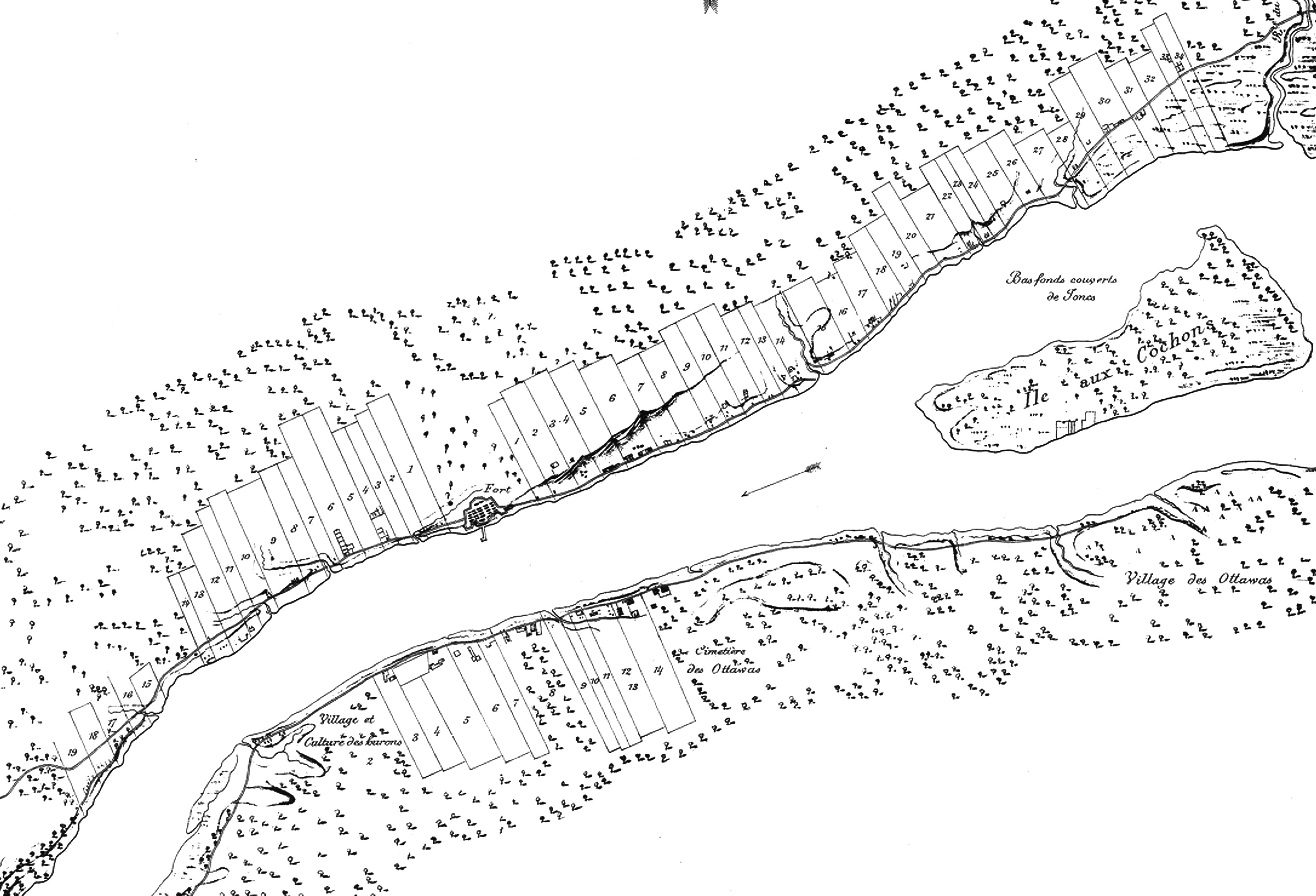
مزارع شريطية بامتداد نهر ديترويت عام 1796، حيث تقع مدن ديترويت وويندزر (أونتاريو) الآن. وتقع فورت شيلبي على الجانب الشمالي من النهر في اليسار الأوسط، وبيل أيزِل إلى اليمين.

قد يتباين حجم المزارع الشريطية من قطعة أرض لأخرى، ومن مكان لآخر. قد يبلغ طول هذه القطع، في ولاية إيلينوي ربع ميل أو أكثر، أما عرضها فلا يتجاوز 30-40 قدمًا. وبالقرب من ديترويت، يبلغ عرض المزارع الشريطية 250 قدمًا، ويتجاوز طولها ثلاثة أميال. وفي تكساس، قد تكون قطع الأرض صغيرة جدًا بحيث تبلغ عشرة أفدنة، أو كبيرة بحيث تبلغ خمسة أميال في عشرين ميلاً.
وعادة يبني الفلاحون في المزارع الشريطية منازلهم بامتداد النهر بحيث تكون المنازل على سلسلة المزارع الشريطية بالقرب من بعضها البعض.

## معلومات تاريخية
انتشرت المزارع الشريطية في مناطق متنوعة في أنحاء العالم على ضفاف الأنهار؛ ومن بين البلاد التي ظهرت بها المزارع الشريطية جزيرة أيرلندا، ووسط أوروبا (وخاصة ألمانيا وبولندا)، وغرب إفريقيا هوكايدو، والبرازيل، وتشيلي. وفي الولايات المتحدة، وجدت المزارع الشريطية في مناطق مختلفة كان قد استقر بها الفرنسيون، وخاصة بامتداد نهر سانت لورانس، والبحيرات العظمى ونهر ديترويت وروافده، وأجزاء من لويزيانا. ويوجد في بعض الأجزاء في جنوب غرب أمريكا، تكساس على وجه الخصوص، مزارع شريطية.
ومن المحتمل أن تكون المزارع الشريطية قد ظهرت مستقلة في أنحاء متفرقة من العالم نتيجة لشكل قطعة الأرض الشريطي. أما المزارع الشريطية المتناثرة في الولايات المتحدة فقد نشأت متأثرة بالنموذج الأوروبي. وأصلها في أوروبا، غير معروف، إلا أن أول ظهور لها كان في ألمانيا في القرن التاسع حتى الحادي عشر. وكانت هذه الأراضي الألمانية الطويلة قد اقتطعت من الغابات أو المستنقعات، وليس الأنهار، وهو ما أدى إلى انتشار تجمعات سكنية بامتداد الطريق الرئيسي. ومن ألمانيا، انتشر هذا النمط، إلى فرنسا الغربية على وجه التحديد، حيث كانت مزارع الغابات، والمستنقعات، والأنهار نظامًا مترسخًا في الزراعة الفرنسية إبان الاستعمار الفرنسي للأمريكتين. وبحلول حقبة الثلاثينيات في القرن السابع عشر، كان قد تم تصدير نمط المزارع الشريطية إلى العالم الجديد the long-lot pattern had been imported to the New World وتم إنشاؤه بامتداد طريق سانت لورانس البحري باستقرار نظام الإقطاع. ومنها، انتقلت المزارع الشريطية التي كانت تقع بامتداد الأنهار إلى أجزاء أخرى من المستعمرات الفرنسية، وانتشرت في بعض أجزاء المستعمرات الأسبانية.

## ميزات المزارع الشريطية
في المناطق التي توجد بها الأنهار التي تمثل الشكل الرئيسي من أشكال النقل، يقدم نمط المزارع الشريطية لعدد من ملاك الأرض إمكانية الوصول إلى المجرى المائي. بالإضافة إلى ذلك، تقدم قطعة الأرض الطويلة تباينًا واضحًا في نوع التربة وجودة الصرف في القطعة الواحدة، كما تسهل من عملية الحرث، بتقليلها عدد مرات الالتفاف التي يجب على الثيران القيام بها. ونتيجة لحياة الفلاحين في أرضهم (بدلاً من القرى المركزية) وقرب المنازل من بعضها البعض، عززت المزارع الشريطية من التواصل والاندماج المجتمعي. كذلك، عملت هذه المزارع على توفير نوع من أنواع التوازن الاقتصادي، حيث تقترب المنازل من بعضها البعض وهو ما يسهل ويقلل تكلفة الوصول إليها، كما أن المزارعين ليس عليهم أن يستغرقوا الكثير من الوقت للوصول إلى حقولهم كما هو الوضع في القرى المركزية. وأخيرًا، عندما اتُبع هذا النظام في العالم الجديد، سمح بتقسيم الأرض إلى مثلثات طويلة بسهولة دراستها ووضع الحدود حولها.
أما عيوبها، فمن بينها أن الأرض الزراعية التي يملكها فلاح واحد قد يتجاوز طولها 2 ميل طولي، مما يتطلب وقتًا طويلاً للوصول إلى الأجزاء الخلفية للأرض. ومع ذلك، فإن هذا العيب لم يكن شيئًا مقارنة بالمعاناة التي قد يعاني منها الفلاحون القرويون الذين يعيشون في القرى المركزية ويمشون إلى حقولهم.[بحاجة لمصدر]